# Ротор (техника)

Межопорный ротор

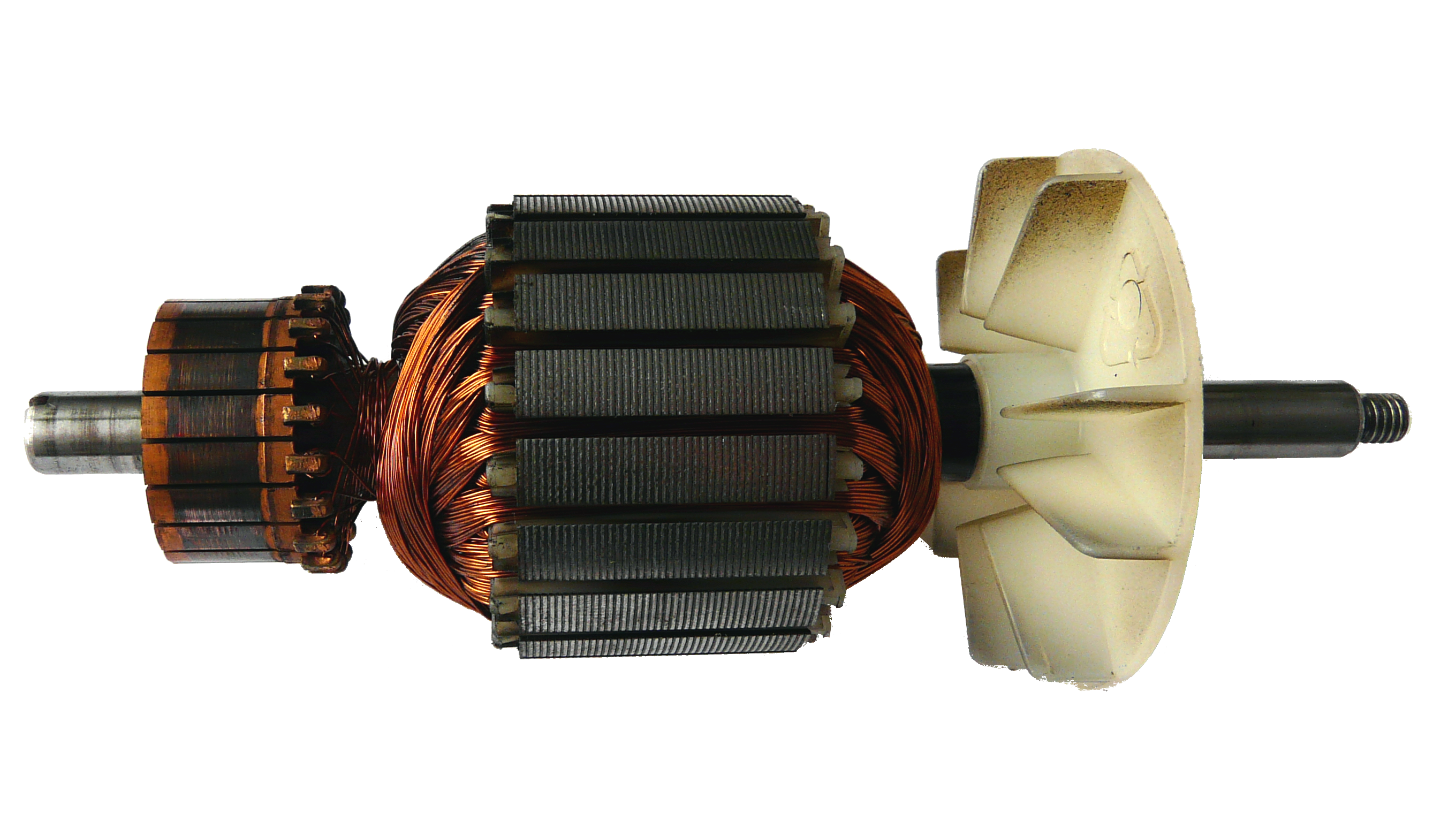
Ротор универсального коллекторного электродвигателя (такие чаще всего применяются в электроинструментах, а также в пылесосах, стиральных машинах, мясорубках, миксерах, блендерах, соковыжималках, и работают как на переменном, так и на постоянном токе, обладают существенно большей удельной мощностью чем асинхронные двигатели и вращаются быстрее скорости синхронизма)

Ро́тор (англ. rotor; от лат. rota «колесо», roto «вращаюсь») — вращающаяся часть двигателей и рабочих машин, на которой расположены органы, получающие энергию от рабочего тела (например, ротор двигателя Ванкеля) или отдающие её рабочему телу (например, ротор роторного насоса). Ротор двигателей связан с ведущим валом, ротор рабочих машин — с приводным валом. Ротор выполняется в виде барабанов, дисков, колёс. Ротор тесно связан с понятием статора.

## В электротехнике
Обычно используются электромашины с ротором, расположенным внутри статора, но встречаются и электромашины с внешним ротором, в которых для увеличения момента инерции кольцеобразный ротор располагается снаружи статора. Есть возможность использовать дискообразные ротор и статор, расположенные рядом.
В электротехнике часто ошибочно считают слова «ротор» и «якорь» синонимами. Это неверно, так как ротор не всегда является якорем электрической машины[значимость факта?].

## В паровых турбинах
Предназначен для преобразования энергии пара в механическую в паровых турбинах. Представляет собой барабан или комплект дисков, находящихся на рабочем валу.

## В буровых установках
В буровых установках служит для вращения бурильных труб при бурении и свинчивания и развинчивания бурильных и обсадных труб.